# Susan Holloway
Susan „Sue“ Holloway (* 19. Mai 1955 in Halifax) ist eine ehemalige kanadische Kanutin und Skilangläuferin.

## Karriere
Susan Holloway war ab 1973 Mitglied des kanadischen Nationalkaders. Sie wurde 1975 im Einer-, Zweier- und Vierer-Kajak über 500 Meter kanadische Meisterin und wurde daraufhin für die Olympischen Spiele 1976 in Montreal nominiert. Zuvor nahm sie jedoch Anfang 1976 bei den Olympischen Winterspielen in Innsbruck im Skilanglauf teil. Über 10 Kilometer belegte sie den 32. Platz, mit der 4-mal-5-Kilometer-Staffel wurde sie Siebte. Bei den Sommerspielen ging sie zunächst im Einer-Kajak an den Start. Nach einem letzten Platz im Vorlauf gelang ihr ein dritter Platz im Hoffnungslauf, ehe sie schließlich nach einem vierten Platz in ihrem Halbfinallauf ausschied. Besser verlief der Wettkampf im Zweier-Kajak für sie und Anne Dodge. Zwar gelang der Halbfinaleinzug erneut erst über den Hoffnungslauf, als Dritte im Halbfinale zogen sie anschließend aber in den Endlauf ein. Das Finale beendeten sie nach 1:56,75 Minuten auf Platz acht.
Sie nahm bei den Olympischen Spielen 1984 in Los Angeles in zwei Wettbewerben teil. Im Zweier-Kajak gewann sie mit Alexandra Barré ihren Vorlauf, sodass sie sich direkt für den Endlauf qualifizierten. Diesen schlossen sie nach 1:47,13 Minuten hinter den siegreichen Schwedinnen Agneta Andersson und Anna Olsson und vor den Deutschen Josefa Idem und Barbara Schüttpelz auf dem zweiten Platz ab, womit sie die Silbermedaille gewannen. Holloway gehörte außerdem ebenso wie Barré, Lucie Guay und Barbara Olmsted zur Besatzung des kanadischen Vierer-Kajaks auf der 500-Meter-Strecke. Da nur sieben Mannschaften vertreten waren, gab es keine Vorrunden. Die Kanadierinnen überquerten nach 1:39,40 Minuten als Dritte die Ziellinie, 1,06 Sekunden hinter den erstplatzierten Rumäninnen und 0,53 Sekunden hinter dem schwedischen Boot, und sicherten sich dadurch die Bronzemedaille. Kurz nach den Spielen beendete sie ihre Karriere.
Holloway hatte Abschlüsse in Physical Education und Education von der University of British Columbia, der Simon Fraser University und dem George Brown College. Sie war nach ihrer aktiven Karriere unter anderem als Trainerin, Motivationsrednerin und im Sportmanagement tätig. Zudem engagierte sie sich viele Jahre beim Canadian Olympic Committee und wurde 1986 in die Canadian Olympic Hall of Fame und die Ottawa Sports Halls of Fame aufgenommen. 2016 erfolgte die Aufnahme in die Hall of Fame des kanadischen Sports.
Sie ist mit dem ehemaligen Hochspringer Greg Joy verheiratet.